# Szardíniai levelibéka
A szardíniai levelibéka (Hyla sarda) a kétéltűek (Amphibia) osztályának békák (Anura) rendjébe és a levelibéka-félék (Hylidae) családjába tartozó faj.

## Előfordulása
A faj Korzikán, Szardínián és a Toszkánai-szigeteken él. Természetes élőhelye a mérsékelt égövi erdők, bozótosok, folyók, folyószakaszok, édesvízi mocsarak és városi lakott területek. A fajra élőhelyének elvesztése jelent fenyegetést.